# Фільмокопія

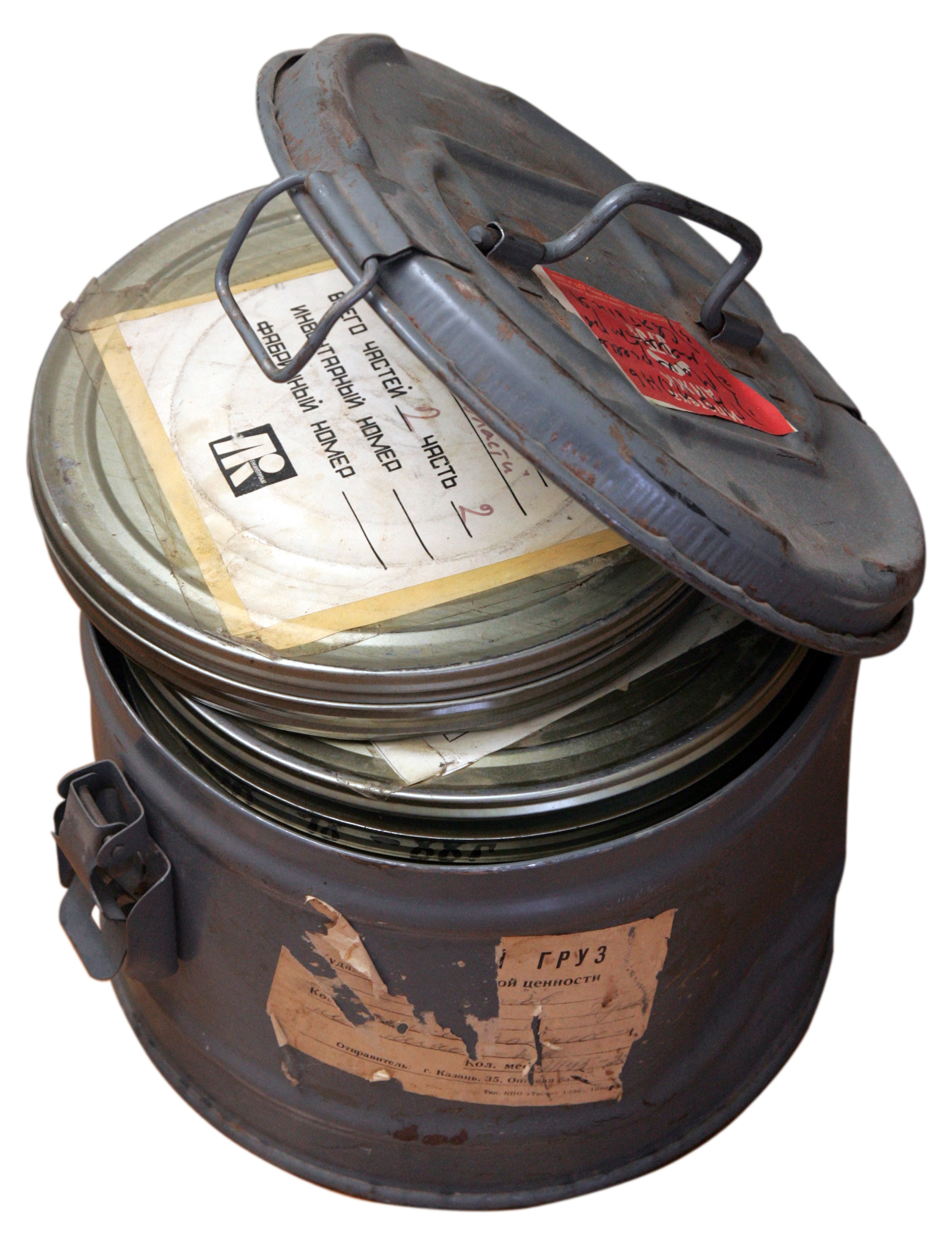
35-міліметрова фільмокопія повнометражного кінофильму, укладена в стандартный металевий ящик. Усі 300-метрові частини упаковані в окремі коробки (бюкси)

Фільмокопія – надрукована на позитивній кіноплівці копія кінофільму, виготовлений із застосуванням вихідних матеріалів фільму (оригінального негатива або дубль-негатива). Використовується, зокрема, для демонстрування в кінотеатрах. Окрім плівкового матеріалу, фільмокопії отримують із цифрових майстер-копій Digital Intermediate, які переносяться на плівку фільм-рекордером. Фільмокопія, яка містить одночасно зображення й фонограму, називається суміщеною. Поняття «фільмокопія» стосується лише кінематографа, у якому використовується кіноплівка